# Othon V de La Roche
Othon V de la Roche, (? - après 1251), dit Othon II de Ray est le fils aîné d'Othon de la Roche, premier duc d'Athènes, et d'Isabelle, fille du seigneur Guy de Ray, ou d'Élisabeth- Isabelle, fille de Clarembaud V, seigneur de Chappes.

## Biographie
À l'origine Othon de la Roche cinquième du nom est seigneur de Ray et de La Roche-sur-Ognon en partie en Comté de Bourgogne, ainsi que de la seigneurie d'Argos-Nauplie en Grèce. Il portera d'ailleurs les mêmes armes que son père, celles du premier duc d'Athènes avec l'hermine. Après s'être rendu en sa seigneurie de Nauplie en 1251 pour échanger ses terres grecques contre quinze  mille perpres et les droits de son frère Guy Ier d'Athènes en Bourgogne et en Champagne, il devient seigneur de La Roche-sur-Ognon. Puis, peu intéressé par ses terres du Val d'Ognon, il vend sa seigneurie à son cousin Pons de Ciccon. À partir de cette date, les descendants du duc Othon d'Athènes se consacrent à Ray (pour ce qui concerne Othon) et à l'immense territoire qui est sous leur responsabilité en Grèce pour les autres frères.
Othon épouse Margueritte de Thilchatel avec qui il eut :
- Jean Ier de la Roche, (? - 1262/82), dit "Jean Ier de Ray, seigneur de Ray ;
- Gauthier de Ray ;
- Guillemette de Ray ;
- Isabelle de Ray qui épousa Henri Ier de Vergy, Seigneur de Mirebeau.